# Sant Gervasi de Cassoles

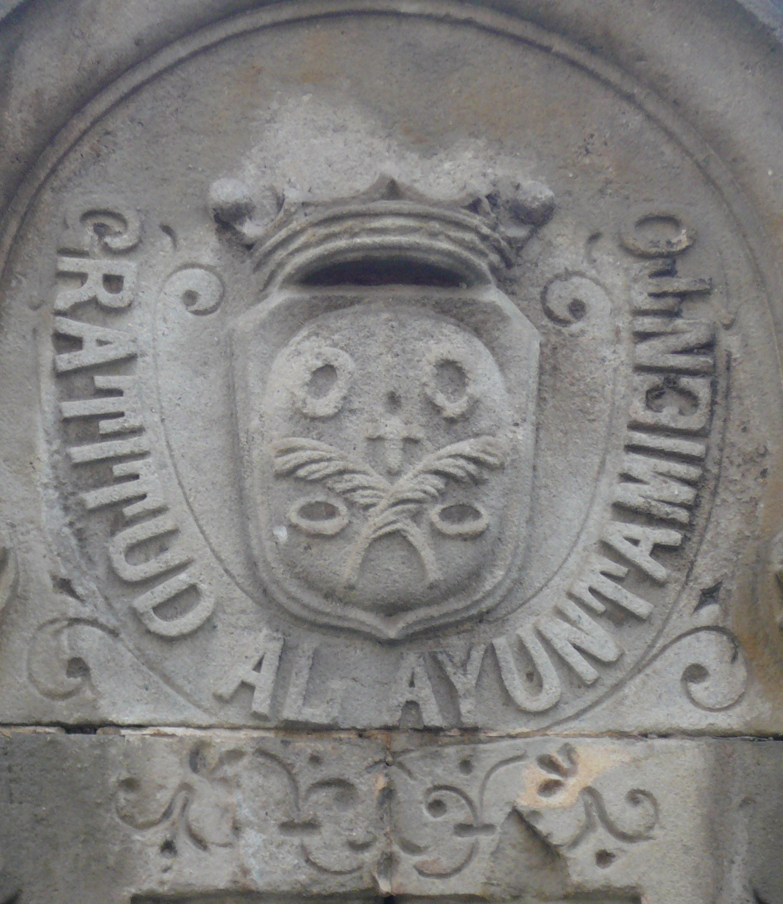
Escut de Sant Gervasi a la font de la plaça de Molina, aquest escut va ser utilitzat fins al 1854 que va ser substituït per l'actual amb unes cases.

L'antic municipi de Sant Gervasi de Cassoles, agregat a Barcelona el 1897, s'estenia per bona part de l'antic districte III de Barcelona, al nord-oest de la ciutat, entre els municipis, abans també independents, de Sarrià, les Corts de Sarrià, Gràcia i Horta. Actualment forma part del districte de Sarrià - Sant Gervasi, del qual l'antic terme abastava aproximadament els actuals barris de Sant Gervasi - Galvany, Sant Gervasi - la Bonanova i el Putxet i Farró, a més del Tibidabo.
Sempre fou un nucli poc important, depenent de Sarrià, no va ser fins al segle XVIII que va obtenir l'estatus de municipi independent. Un segle més tard el petit llogaret va començar a créixer significativament degut a la urbanització en segones residències per part de la burgesia barcelonina.
El nom de Sant Gervasi correspon a l'advocació d'una primitiva capella rural o església, esmentada ja el 987 (en realitat l'advocació era als Sants Gervasi i Protasi, bessons màrtirs) i el de Cassoles ha estat interpretat com a derivat de "cases aïllades" o "soles" (el fogatge de 1359 parla de només set cases), de la possible existència d'unes bòbiles que feien cassoles i encara de casules "cases petites" o cassoles (segons el rector Gaietà Llaró, que contesta el 1789 al qüestionari que feu Francisco de Zamora). El 1789 la majoria de les cases eren masies aïllades enmig de boscos, camps i vinyes; els conreus eren sobretot de secà i hi havia sis parelles de bous per a llaurar la terra; hom collia blat, ordi i mill.
Hi ha altres interpretacions de l'origen del topònim "Cassoles", i fa referència a membres de la família feudal Montjuïc, vinculats a aquest territori des del 987, que afegia l'atribut de senyor de Cassoles.
De totes alguns estudiosos relacionen el topònim amb l'indret on s'ubica. Joan Coromines fa pensar en cassola com un equivalent d'olla, conca, gorg, de petites dimensions, com els que baixen de Collserola i s'endinsen per Sant Gervasi.
La capella dels sants Gervasi i Protasi ha mantingut l'emplaçament fins a l'actualitat (on hi ha l'església de la Bonanova), i fins al segle xviii va mantenir també l'advocació principal, ja que s'hi afegí un altar amb una imatge de la Mare de Déu dels Afortunats o de la Bonanova, que acabà desplaçant el culte dels sants bessons.
L'escut de Sant Gervasi que apareix a la font de la plaça de Molina, amb les palmes del martiri de sant Gervasi i sant Protasi i quatre cassoles, fou emprat fins al 1854, quan fou substituït per un que tenia cases soles i no cassoles.
Al voltant de l'església i del camí que hi duia (l'actual carrer de Sant Gervasi de Cassoles) es formà el primitiu nucli del poble.

## Personatges cèlebres
- Joaquim Bonet i Vinyals (1822-1887): professor
- Gonçal Cortada i Carreras (1852-1913): advocat i jutge
- Manuel Massó i Llorens (1876-1952): polític i enginyer
- Bel·larmí Rodríguez i Arias (1895-1997): metge
- Joan Brossa i Cuervo (1919-1998): poeta, nascut al carrer de Wagner (desaparegut).
- Joan Maragall i Gorina (1860-1911): poeta, periodista i traductor, que visqué al carrer d'Alfons XII, número 79, actual Museu-Arxiu Joan Maragall.
- Mercè Rodoreda i Gurguí (1908-1983): escriptora, nascuda al carrer de Sant Antoni, avui de Manuel Angelón.